# Mayumana

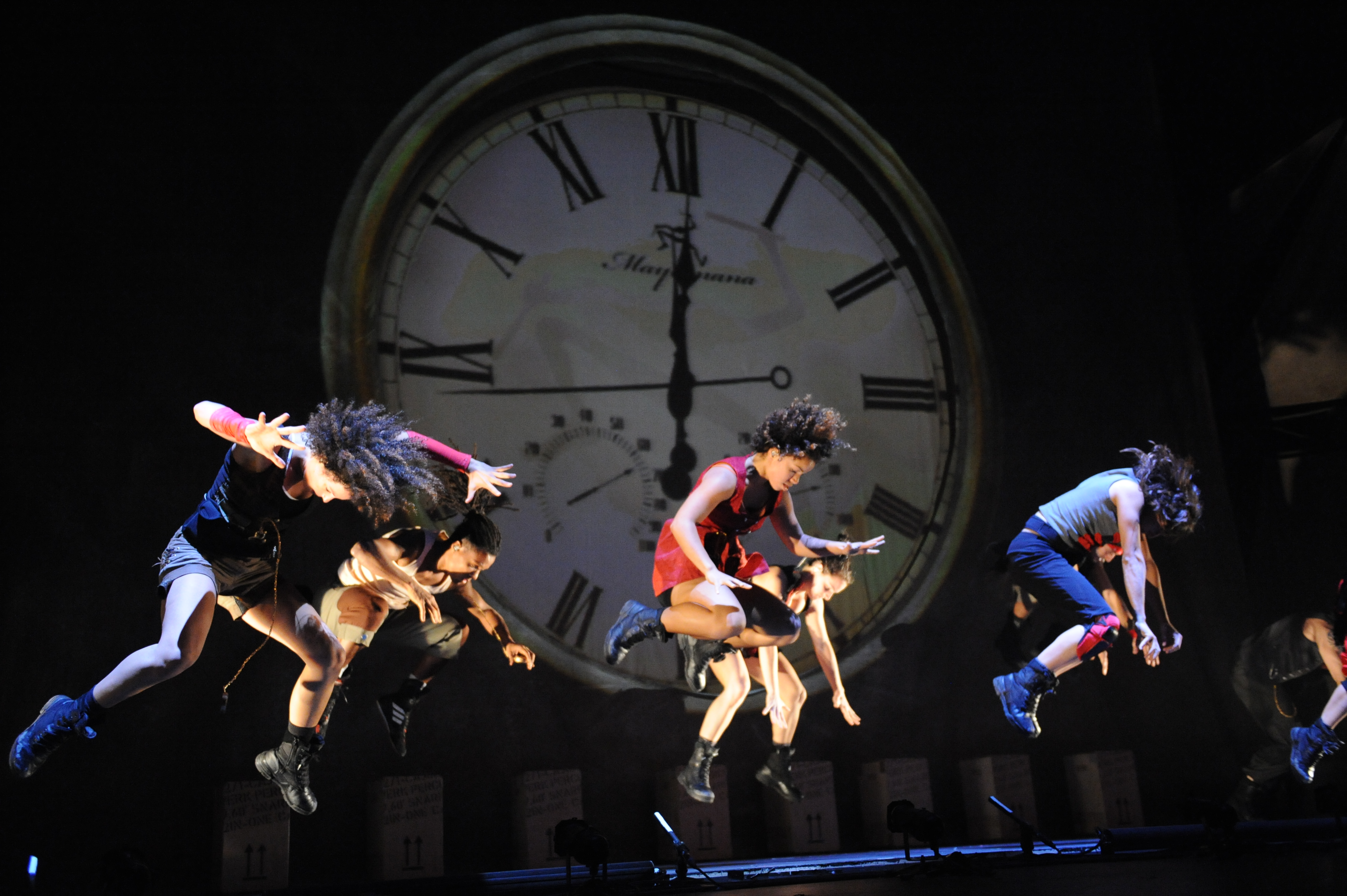
Le groupe Mayumana en spectacle en octobre 2008.

Mayumana est un groupe de percussion et de danse, fondé à Tel-Aviv en 1997 par Eylon Nuphar, Boaz Berman et le producteur Roy Ofer.

## Histoire
En 1996 l'idée est venue à Eylon Nuphar et Boaz Berman de former un groupe qui combinerait musique, danse et rythmes. Six mois plus tard, ils avaient constitué ce groupe avec sept autres personnes et une collaboration s'était établie avec le producteur Roy Ofer, Leur premier spectacle a été réalisé à Tel-Aviv en 1997. Ils se sont fait connaître avec éclat en 1998 et ont obtenu une renommée mondiale grâce à leur performance au Festival d'Israël. On les a vus également dans une publicité pour Coca-Cola. Au total, ce sont plus de 4,5 millions de personnes dans le monde qui ont assisté à leur spectacle.
Le groupe est apparu en invité durant la saison 2 de la série espagnole Un, dos, tres.